# Turtleman
Turtleman (littéralement: « Homme Tortue ») (Call of the Wildman) est une émission de téléréalité américaine diffusée depuis le 30 octobre 2011 sur la chaîne Animal Planet. En France, l'émission est diffusée depuis le 2 juillet 2015 sur 6ter.
Ernie Brown Jr. a commencé à attraper des tortues serpentines dans les étangs près de son domicile à l'âge de 7 ans.

## Concept
« Au fin fond du Kentucky vit un homme proche de la nature. Il a appris à connaître et comprendre les bêtes sauvage. C'est l'homme de la situation, et il le fait toujours à mains nues. »
Plongez dans le Kentucky sauvage avec le légendaire bûcheron Ernie Brown Jr. (alias « Turtleman »). Surtout connu pour ses captures de tortues alligators, il attrape aussi des ratons laveurs, des mouffettes, des serpents, des araignées venimeuses et des opossums. Il est accompagné de son meilleur ami James Neal, et son chien Lolly. James sert de secrétaire pour les affaires de Brown en répondant aux appels téléphoniques de personnes ayant besoin de ses services.

## Émissions
| Saison | Saison | Épisodes | Début | Fin |
| ------ | ------ | -------- | ----- | --- |
|        | 01     | 28       | -     | -   |
|        | 02     | 20       | -     | -   |
|        | 03     | 21       | -     | -   |
|        | 04     | 12       | -     | -   |

## Épisodes
En 2012, Animal Planet a réédité la série avec des bonus, des informations et des anecdotes connus sous le nom de « Call of the Wildman: Plus Live Action ».

### Saison 1 (2011)
Titre et classement Français suivent la diffusion 6ter : Sources des titres originaux : IMDb
1. Un monstre dans l'étang (Dirty Jobs)
2. Un serpent dans les toilettes (The Turtles of Alcatraz Pond)
3. Marmottes et moufettes (Groundhog Day)
4. Les oppossums-fantômes (Opossum Poltergeist)
5. Recherche génisse désespérément (Titre original inconnu)
6. Penn's Store et Logan's Fort (Fort Rattlesnake)
7. Le voleur de poules (Turtle Boot Camp)
8. Hors de son élément (Snakes in a Playhouse)
9. Au fond du trou (Poachers Paradise)
10. La bête du Bayou (The Bayou Beast)
11. Un dindon dans le labyrinthe (Danger at the Distillery)
12. La maison hantée (Dilapidated Death Trap)
13. Un castor au fond de la mine (Miner Threat)
14. Raton laveur sanguinaire (Killer at Shaker Village)
15. Un père noël gourmand (Santa Claws)
16. Massacre dans les ruches (Beehive Massacre)
17. Le boa affamé (Speedway Squatters)
18. Un sanglier dans la ville (Hell Hog)
19. Bip bip coyote (French Quarter Coyote)
20. Instinct maternel (Titre original inconnu)
21. Baptême en eaux troubles (Jaws of Hell)
22. Les orphelins du camping (Trailer Park Stinkbomb)
23. La créature du cimetière (Night of the Digging Dead)
24. Des porcs-épics en cavale (Sawmill Slasher)
25. Des intrus plein de mordant (Titre original inconnu)
26. Un serpent dans une botte de foin (Pig Wallow Predator)
27. Massacre dans les clapiers (Titre original inconnu)
28. Trouble-fêtes (Titre original inconnu)

 Sources et classement des titres originaux : IMDb
1. Un monstre dans l'étang (Dirty Jobs)
2. Marmottes et moufettes (Groundhog Day)
3. Les oppossums-fantômes (Opossum Poltergeist)
4. Un serpent dans les toilettes (The Turtles of Alcatraz Pond)
5. Penn's Store et Logan's Fort (Fort Rattlesnake)
6. Le voleur de poules (Turtle Boot Camp)
7. Titre français inconnu (Hole-y Cow)
8. Hors de son élément (Snakes in a Playhouse)
9. Au fond du trou (Poachers Paradise)
10. La bête du Bayou (The Bayou Beast)
11. Un dindon dans le labyrinthe (Danger at the Distillery)
12. La maison hantée (Dilapidated Death Trap)
13. Titre français inconnu (Titre original inconnu)
14. Titre français inconnu (Titre original inconnu)
15. Titre français inconnu (Titre original inconnu)
16. Titre français inconnu (Titre original inconnu)
17. Le boa affamé (Speedway Squatters)
18. Titre français inconnu (Titre original inconnu)
19. Titre français inconnu (Titre original inconnu)
20. Titre français inconnu (Titre original inconnu)
21. Titre français inconnu (Titre original inconnu)
22. Titre français inconnu (Titre original inconnu)
23. Titre français inconnu (Titre original inconnu)
24. Titre français inconnu (Titre original inconnu)
25. Titre français inconnu (Titre original inconnu)
26. Titre français inconnu (Titre original inconnu)
27. Titre français inconnu (Titre original inconnu)
28. Titre français inconnu (Fairground Fiasco)

- Titre français inconnu (Trapped Underground)
- Titre français inconnu (The Snake Pit)
- Titre français inconnu (Nightmare at Poachers Pond)

### Saison 2 (2012)
Titre et classement Français suivent la diffusion 6ter : Sources des titres originaux : IMDb
1. Serpents dans le grand bain (Baby Mama Drama)
2. Des chats sur un plateau (Titre original inconnu)
3. Un cerf dans un magasin de porcelaine (Titre original inconnu)
4. Turtleman sauve des fêtes : spécial noël (Titre original inconnu)
5. Retrouvailles dans l'étang (Titre original inconnu)
6. La mouffette critique d'art (Titre original inconnu)
7. Le squatteur de péniche (Titre original inconnu)
8. La revanche de Freddy Bestiole (Freddy Critter's Revenge)
9. Les pigeons font de la résistance (12 Angry Pigeons)
10. La belle et sa bête (The Bull and the Beautiful)
11. Sonnette d'alarme (Best Little Boar House In Texas)
12. Turtleman et son cro-magnon (Titre original inconnu)
13. Rambo, la mascotte énervée (Titre original inconnu)
14. Un lynx chez les biquettes (Ernie Le'Pew)
15. Ziggy, le zèbre fugueur (Lone Stars and Stripes)
16. Rodéos (Titre original inconnu)
17. Tous au stade (Titre original inconnu)
18. Devin et devinettes (Titre original inconnu)
19. D'une balade deux coups (Fur for the Course: More Live Action!)
20. La famille castor (Don't Leave it to Beaver)

 Sources et classement des titres originaux : IMDb
1. Un castor au fond de la mine (Miner Threat)
2. Raton laveur sanguinaire (Killer at Shaker Village)
3. Un père noël gourmand (Santa Claws)
4. Massacre dans les ruches (Beehive Massacre)
5. Titre français inconnu (Speedway Demons)
6. Un sanglier dans la ville (Hell Hog)
7. Bip bip coyote (French Quarter Coyote)
8. Serpents dans le grand bain (Baby Mama Drama)
9. Baptême en eaux troubles (Jaws of Hell)
10. Les orphelins du camping (Trailer Park StinkBomb)
11. La créature du cimetière (Night of the Digging Dead)
12. Des porcs-épics en cavale (Sawmill Slasher)
13. Titre français inconnu (Tee'd Off Turtle)
14. Un serpent dans une botte de foin (Pig Wallow Predator)
15. Titre français inconnu (Lone Stars and Stripes: More Live Action!)
16. Titre français inconnu (River Monster Mystery: More Live Action!)
17. Titre français inconnu (Major League Menace: More Live Action!)
18. Titre français inconnu (Lured Into Danger: More Live Action!)
19. D'une balade deux coups (Fur for the Course: More Live Action!)
20. Titre français inconnu ((Don't) Leave It to Beaver: More Live Action!)

- Titre français inconnu (Killer in the Cavern)
- Titre français inconnu (Fairground Fiasco)
- Titre français inconnu (Holler Day Cheer)

### Saison 3 (2013)
Sources et classement des titres originaux : IMDb
1. Titre français inconnu (Mama Llama Drama)
2. Titre français inconnu (Titre original inconnu)
3. Titre français inconnu (All Skunked Up)
4. Titre français inconnu (Hook, Line and Snapper)
5. Titre français inconnu (Cat Killer)
6. Titre français inconnu (Deer Destruction)
7. La revanche de Freddy Bestiole (Freddy Critter's Revenge)
8. Les pigeons font de la résistance (12 Angry Pigeons)
9. Titre français inconnu (Savage Stowaways)
10. Titre français inconnu (Major League Menace)
11. Titre français inconnu (Lured Into Danger)
12. Sonnette d'alarme (Best Little Boar House In Texas)
13. Titre français inconnu (Bat Hair Day)
14. Titre français inconnu (Wild Receiver)
15. Un lynx chez les biquettes (Ernie Le'Pew)
16. Ziggy, le zèbre fugueur (Lone Stars and Stripes)
17. Titre français inconnu (River Monster Mystery)
18. La belle et sa bête (The Bull and the Beautiful)
19. Titre français inconnu (Fur for the Course)
20. La famille castor (Don't Leave it to Beaver)
21. Titre français inconnu (Get Otter My Pond)

- Titre français inconnu (Viva Live Action! (1-hour special))
- Titre français inconnu (Apocalypse Meow)
- Titre français inconnu (Mudzilla Attacks)
- Titre français inconnu (Halloween Special)
- Titre français inconnu (Smokey and the Bandit)
- Titre français inconnu (Unarmed and Dangerous)
- Titre français inconnu (The Crittersburg Address)
- Titre français inconnu (Snake Town Shakedown)
- Titre français inconnu (Chaos in Critter Cavern)
- Titre français inconnu (Swine Dining)
- Titre français inconnu (Turtleman Takes Manhattan)

### Saison 4 (2014)
Sources et classement des titres originaux : IMDb
1. Titre français inconnu (Phantom Menace)
2. Titre français inconnu (Snap 'n' Splash)
3. Titre français inconnu (Bear Necessities)
4. Titre français inconnu (Headless Horror)
5. Titre français inconnu (Kneel Before Sod)
6. Titre français inconnu (Troll in the Coal)
7. Titre français inconnu (Ghost Town Gold Rush)
8. Titre français inconnu (Fang Nabbit!)
9. Titre français inconnu (Tough Cookies)
10. Titre français inconnu (Trail Blazers)
11. Titre français inconnu (Ticked Off)
12. Titre français inconnu (Call in the Cavalry)

## L'équipe Turtle
- Ernie Brown Jr. (alias « Turtleman »)
- James Neal
- Le chien Lolly
- Écureuil Brady
- Jake Ison

## Animaux faisant l’objet d’interventions
Lors de ses missions, Turtleman prend en charge de nombreuses espèces d’animaux.

### Mammifères
- Raton laveur
- Moufette
- Opossum
- Marmotte
- Tatou
- Castor
- Coyote
- Nutria
- Cheval sauvage
- Sanglier
- Rat musqué
- Porc-épic
- Chauve-souris
- L'Alpaga (Lama)
- Cerf
- Renard roux
- Renard gris
- Bélier
- Lynx

### Reptiles
- Tortue serpentine
- Tortue alligator
- Vipères
- Serpent des blés
- Boa constricteur
- Mocassin à tête cuivrée (Copperhead)
- Mocassin d'eau
- Crotale diamantin

### Arachnides
- Araignée violoniste

### Autres
- Dindon sauvage
- Dindon Bourbon rouge
- Rat
- Écureuil volant
- Vison
- Wallaby

## Les questions juridiques
Traduction automatique issue de  : Call of the Wildman : Les questions juridiques.
En août 2013, le Kentucky Fish and Wildlife a envoyé à Ernie Brown une lettre d'avertissement indiquant que certaines de ses actions étaient une violation de son permis (agent de contrôle des animaux nuisibles), et que toute violation future pourrait entraîner la révocation de son permis et / ou une citation en justice.
Depuis la publication du rapport Mother Jones le 21 janvier 2014 les organismes d'État du Kentucky ont augmenté le contrôle de M. Brown parce que certains dossiers déposés auprès du Kentucky Fish and Wildlife détaillant ce qui avait été capturé, libéré et euthanasié dans Call of the Wildman apparaissent avoir été falsifiés. Le département américain de l'Agriculture (USDA) examine également la situation afin de déterminer si des violations de la Loi sur la protection des animaux ont été faites par la société de production et l'équipe de tournage notamment pour défaut d'obtention d'une autorisation fédérale appropriée pour montrer des animaux protégés à la télévision, selon un communiqué de Tanya Espinosa, un porte-parole de l'USDA. La Humane Society des États-Unis (HSUS) et People for the Ethical Treatment of Animals (PETA) se sont penchés sur la question et ont exigé une enquête immédiate par le USDA concernant les allégations de mauvais traitement des animaux filmés pour le programme, et l'absence d'autorisation appropriée pendant le tournage de plusieurs épisodes. Des démarches sont également en cours afin d'intenter des poursuites locales et étatiques avec les agents du U.S. Fish and Wildlife Service concernant les mauvais traitements des animaux allégués dans le rapport.
En raison de la controverse, Call of the Wildman n'était plus diffusée au Canada. Depuis avril 2015, l'émission est rediffusée au Canada sur Animal Planet.

## Émissions similaires
- Billy l'exterminateur
- Duck Dynasty
- Swamp People (en)
- Rocket City Rednecks (en)